# Nikolai Zubov
Nikolai Zubov (n. 11/23 mai 1885, Lipcani, gubernia Basarabia, Imperiul Rus – d. 11 noiembrie 1960, Moscova, RSFS Rusă, URSS; în rusă Николай Зубов) a fost un ofițer naval rus, inginer, geograf, oceanograf și explorator polar.

## Biografie
S-a născut în târgul Lipcani (acum oraș din raionul Briceni, Republica Moldova) din ținutul Hotin, gubernia Basarabia a Imperiului Rus, în familia unui ofițer de cavalerie care a participat la războiul ruso-turc din 1877-1878. A studiat la Sankt Petersburg și a decis la 16 ani să devină ofițer de marină. În 1901, a intrat în Corpul de cadeți de marină, iar în 1904, a participat ca soldat la războiul ruso-japonez. S-a distins la bătălia de la Tsushima, unde a fost grav rănit. La întoarcere, a fost decorat cu Ordinul Sfântului Stanislav și Ordinul Sfânta Ana.
În 1910, a obținut o diplomă în hidrografie de la Academia de Marine și a participat la o expediție spre Novaia Zemlea (1912). În 1914, a primit o diplomă în oceanografie, în același în care a izbucnit primul război mondial, a fost numit căpitan și a comandat un distrugător în Marea Baltică. Deja ca locotenent al marinei, în octombrie 1915 a comandat un submarin din clasa Kaiman reușind să captureze un pachebot german. A fost decorat din nou cu Ordinul Sfânta Ana și a fost promovat în decembrie 1915 la căpitan de rangul doi.
Ulterior, ca locotenent-colonel a fost promovat la nivel de amiral în timpul Revoluției din octombrie. A fost exilat de sovietici în 1924 la închisoarea Cerdîn, unde a stat patru ani. A fost din nou arestat în 1930, și închis la închisoarea Butîrka.
În 1931 a fost eliberat și numit în fruntea unei expediții oceanografice sovietice, iar în 1932 a ocolit pe la nord arhipelagul Franz Josef, unde a demonstrat că insulele Eva-Liv erau una și aceeași insulă.
În 1935, a participat la expediția lui Gheorghi Ușakov în Arctica pe un spărgător de gheață, unde a colectat o mare colecție de organisme, sedimente și probe marine.
A devenit doctor în științe geografice în 1937, publicând numeroase studii și o teză despre Arctica. În 1939, a călătorit pe Marea Kara și a devenit șef de cabinet în Arctica în timpul celui de-al doilea război mondial. În 1943, a fost numit director adjunct al Direcției Generale a Rutei Mării Nordului, apoi, în 1944, șef al Institutului Oceanografic Federal și în 1945, a primit titlul de amiral inginer.
A predat ca profesor de hidrologie la Universitatea de Stat din Moscova (1948), în 1953 a fost numit ministru al oceanografiei, dar a refuzat postul. A rămas profesor până la moartea sa în 1960. Este înmormântat în cimitirul Novodevici din Moscova.